# Lancia Gamma (1910)
Lancia Gamma är en personbil, tillverkad av den italienska biltillverkaren Lancia under 1910.
Gamma var i princip samma bil som företrädaren Beta, men med större motor.